# Сукова, Вера
Вера Сукова (чеш. Věra Suková, в девичестве Пужеёва, чеш. Pužejová; 13 июня 1931, Угерске-Градиште — 13 мая 1982, Прага) — чехословацкая теннисистка и теннисный тренер, 5-я ракетка мира в 1962 году. Чемпионка Франции (1957) и финалистка чемпионата Франции (1961) в миксте, финалистка Уимблдонского турнира (1962) в одиночном разряде, обладательница около 30 титулов чемпионки ЧССР в разных разрядах. Как неиграющий капитан привела сборную ЧССР к победе в Кубке Федерации (1975). Мать теннисистов Гелены Суковой и Цирила Сука-младшего.

## Личная жизнь
Родилась в 1931 году в Угерске-Градиште. В 1961 году вышла замуж за Цирила Сука (чемпиона ЧССР среди юношей и будущего председателя Федерации тенниса Чехословакии). Муж был моложе Веры на 11 лет. В этом браке родились двое детей — Гелена и Цирил-младший.
Умерла в Праге в 1982 году от рака головного мозга.

## Спортивная карьера
Начала играть в теннис в 15 лет. Впервые выиграла чемпионат Чехословакии в одиночном разряде в 1952 году, после чего завоёвывала чемпионский титул 10 лет подряд с 1954 по 1963 год. 10 раз становилась чемпионкой ЧССР в женском парном и 8 раз — в смешанном парном разряде. С 1957 по 1959 и в 1964 году выиграла Международный чемпионат Чехословакии в одиночном разряде, в период с 1957 по 1964 год также выигрывала этот турнир 4 раза в женских и 6 раз в смешанных парах.
В 1954 году дошла до финала международного турнира в Сопот (Польша)Сопоте (Польша), в следующем году уже выиграла ряд восточноевропейских международных турниров в одиночном разряде (включая турнир Всемирного фестиваля молодёжи и студентов в Варшаве) и в 1956 году дебютировала на турнирах Большого шлема. На первом для себя чемпионате Франции стала полуфиналисткой в женском парном разряде с хозяйкой корта Жозетт Амуретти, а на Уимблдонском турнире обыграла в одиночном разряде посеянную под 7-м номером Дороти Нод, прежде чем проиграть в 4-м раунде. В 1957 году на чемпионате Франции повторила свой прошлогодний успех в женских парах с немкой Эрикой Обст, в миксте завоевала чемпионский титул в паре с Иржи Яворским, а в одиночном разряде также дошла до полуфинала после побед над Эддой Будинг и Дарлин Хард, посеянными соответственно под 4-м и 5-м номерами. В полуфинале уступила в трёх сетах будущей чемпионке Ширли Блумер. В августе и сентябре выиграла ряд грунтовых международных турниров в Австрии. По итогам года включена в первую десятку мирового любительского рейтинга, составляемую обозревателями газеты Daily Telegraph, которые поставили чехословацкую теннисистку на 6-е место.
В 1961 году вторично дошла с Яворским до финала чемпионата Франции в смешанном парном разряде, но на этот раз чехословацкая пара уступила международному тандему Дарлин Хард — Род Лейвер. Пика карьеры достигла в 1962 году, когда на Уимблдонском турнире последовательно победила соперниц, посеянных под 6-м, 2-м и 3-м номерами (Анджела Мортимер, Хард и Мария Буэно) и вышла в финал. В игре за титул уступила 8-й ракетке турнира Карен Сасман (в автобиографии 1980 года «Хотите выиграть Уимблдон?» чехословацкая спортсменка писала, что накануне финального матча повредила ногу и играла финал с распухшей щиколоткой). На чемпионате США была посеяна под 4-м номером, но в четвертьфинале проиграла Хард, находившейся в сетке на одну позицию ниже. По итогам года была поставлена в первой десятке мирового рейтинга на 5-е место.
В 1963 году во второй раз за карьеру стала полуфиналисткой чемпионата Франции в одиночном разряде, победив восходящую звезду австралийского тенниса Маргарет Смит. В полуфинале уступила 5-й ракетке турнира и будущей чемпионке Энн Хейдон-Джонс. После этого приняла участие в первом в истории розыгрыше Кубка Федерации — нового международного женского турнира на уровне национальных сборных. После выхода в 4-й круг на чемпионате США в третий раз завершила сезон в первой десятке мирового рейтинга, на этот раз на замыкающей позиции.
Завершив игровую карьеру в 1964 году, работала теннисным тренером, став ведущим специалистом в этой области в Чехословакии. Среди прочих, тренировала Мартину Навратилову, Гану Мандликову, Мирославу Кожелугову и других сильнейших чехословацких теннисисток следующего поколения, а также была первой наставницей своих детей Гелены и Цирила, которым ставила технические аспекты игры. В 1969—1970 и 1975—1980 годах занимала пост капитана сборной Чехословакии в Кубке Федерации и в 1975 году привела команду к победе в этом турнире. С 1974 по 1980 год также четырежды выиграла со сборной Чехословакии Кубок принцессы Софии (в 1980 году Кубок Суасбо) — европейский юношеский командный турнир.

## Финалы турниров Большого шлема за карьеру

### Одиночный разряд (0-1)
| Результат | Год  | Турнир              | Покрытие | Соперница в финале | Счёт в финале |
| --------- | ---- | ------------------- | -------- | ------------------ | ------------- |
| Поражение | 1962 | Уимблдонский турнир | Трава    | Карен Сасман       | 4-6 4-6       |

### Смешанный парный разряд (1-1)
| Результат | Год  | Турнир            | Покрытие | Партнёр       | Соперники в финале     | Счёт в финале |
| --------- | ---- | ----------------- | -------- | ------------- | ---------------------- | ------------- |
| Победа    | 1957 | Чемпионат Франции | Грунт    | Иржи Яворский | Эдда Будинг Луис Айяла | 6-3 6-4       |
| Поражение | 1961 | Чемпионат Франции | Грунт    | Иржи Яворский | Дарлин Хард Род Лейвер | 0-6 6-2 3-6   |